# Ħaż-Żebbuġ
Ħaż-Żebbuġ (engelska: Żebbuġ), även känd som Città Rohan, är en ort och kommun i republiken Malta. Den ligger på ön Malta i den centrala delen av landet, 8 kilometer väster om huvudstaden Valletta.